# Krasimir Balakov
Krassimir Gentsjev Balakov (Bulgaars: Красимир Генчев Балъков) (Veliko Tarnovo, 29 maart 1966) is een Bulgaars voormalig voetballer en huidig voetbalcoach.

## Clubcarrière
Balakov begon in het seizoen 1982/1983 te voetballen bij de plaatselijke club Etar Tarnovo, waarna hij in 1991 een transfer verdiende naar de Portugese club Sporting Lissabon. Daar won hij ('94-'95) de Beker van Portugal. Hij speelde zichzelf in de kijker bij VfB Stuttgart en verhuisde in 1995 naar Stuttgart om daarvoor te gaan spelen. Bij Stuttgart won hij tweemaal de UEFA Intertoto Cup en eenmaal de Duitse Cup. In 2003 is Krassimir gestopt met het spelen van professioneel voetbal maar maakte in augustus 2005 nog eenmaal zijn entree als speler-coach bij VFC Plauen. In totaal heeft hij in zijn clubloopbaan 516 wedstrijden gespeeld en heeft hij daarin 132 keer gescoord. Hij heeft meer dan 20 jaar professioneel voetbal gespeeld.

## Interlandcarrière
In totaal speelde Krassimir Balakov van 1988 tot 2003 voor zijn land Bulgarije 92 interlands en scoorde hij daarin 16 keer. Hij speelde mee op wereldkampioenschappen van 1994 en 1998 en hij heeft ook nog deelgenomen aan het EK van 1996 in Engeland. Hij geldt als een van de beste Bulgaarse voetbalspelers ooit, samen met onder andere zijn generatiegenoot Christo Stoitsjkov.

## Coachcarrière
In 2012 was Balakov korte tijd manager bij de Duitse voetbalclub 1. FC Kaiserslautern. Hij werd opgevolgd door Franco Foda. Daarvoor was hij trainer-coach bij het Kroatische Hajduk Split. Daar vertrok hij op 21 maart 2012 en maakte hij plaats voor Mišo Krstičević.

## Statistieken
| seizoenen | club              | land      | competitie                    | wed. | goals |
| --------- | ----------------- | --------- | ----------------------------- | ---- | ----- |
| 1982/91   | Etar Tarnovo      | Bulgarije | Professional A Football Group | 142  | 35    |
| 1991/95   | Sporting Lissabon | Portugal  | SuperLiga                     | 138  | 43    |
| 1995/03   | VfB Stuttgart     | Duitsland | Bundesliga                    | 236  | 54    |
| 2005      | VFC Plauen        | Duitsland | Oberliga NOFV-Nord            | 1    | 0     |
|           |                   |           | totaal                        | 517  | 132   |
| seizoenen | land              |           | interlands                    | wed. | goals |
| 1988/03   | Bulgarije         | Bulgarije |                               | 92   | 16    |

## Erelijst
VfB Stuttgart
- DFB-Pokal

1997